# Madelen Janogy
Madelen Fatimma Maria Janogy  (Falköping, Suecia; 12 de noviembre de 1995) es una futbolista sueca de ascendencia maliense. Juega como delantera y su equipo actual es el Hammarby IF de la Damallsvenskan de Suecia.

## Selección nacional
Es internacional absoluta por la selección de Suecia desde 2019.

## Clubes
| Club           | País     | Año         |
| -------------- | -------- | ----------- |
| Falköpings KIK | Suecia   | 2011 - 2014 |
| Mallbackens IF | Suecia   | 2014 - 2016 |
| Piteå IF       | Suecia   | 2016 - 2019 |
| VfL Wolfsburgo | Alemania | 2019 - 2020 |
| Piteå IF       | Suecia   | 2020        |
| Hammarby IF    | Suecia   | 2021 - 2023 |

## Palmarés

### Títulos internacionales
| Título                     | Equipo | Sede  | Año  |
| -------------------------- | ------ | ----- | ---- |
| Juegos Olímpicos de Verano | Suecia | Tokio | 2020 |

(*) Incluyendo la Selección